# Centro Geográfico de Paraguay
El centro geográfico o polo de inaccesibilidad de Paraguay es el punto dentro del territorio nacional que se encuentra más alejado de los puntos más extremos del territorio nacional, es decir, en el centro del país, este punto se encuentra en las coordenadas: 23°14′25″S 58°20′24″O / -23.24028, -58.34000
Cerca de la estancia La Lota S.A., en el distrito de Puerto Pinasco, Departamento de Presidente Hayes. Las localidades más cercanas al lugar son Makxamawaya 20 km al sur, Ceibo 28 km al noreste y Nueva Mestre 52 km al oeste.

## Acceso al lugar
La mejor forma de acceder a este lugar es por vía terrestre, ingresando por el desvío de tierra que hay en el km 312 de la ruta PY05, pasaremos por Makxamawaya, luego cruzaremos un puente sobre el río Verde y finalmente luego de 32 km de camino llegaremos a la estancia La Lota. Dentro de esta estancia tendremos que seguir por un camino de 7 km de tierra que va en dirección oeste y 1 km después de haber pasado un gran tajamar (laguna artificial), en medio del bosque llegaremos al punto exacto donde se encuentra el centro geográfico del Paraguay.
Lamentablemente este punto aún no se encuentra demarcado con ningún monumento, hito o placa conmemorativa en el sitio, solo hay árboles en la zona, pero existen planes para colocar allí alguna infraestructura que marque la posición exacta del lugar, para que sea más conocido y atractivo para los turistas.